# Jules Richard (mathématicien)
Pour les articles homonymes, voir Richard et Jules Richard.
Jules Antoine Richard est un mathématicien français (né à Blet (Cher) le 12 août 1862 - 14 octobre 1956), connu avant tout pour un paradoxe logico-mathématique dont il est l'auteur : le paradoxe de Richard.

## Biographie
Après l'obtention d'un doctorat sur les ondes de Fresnel à Paris en 1901, il fut professeur aux lycées de Tours, Dijon et Châteauroux.
Jules Richard est l'auteur de Sur la nature des axiomes de la géométrie : les axiomes de la géométrie sont-ils des assertions, des vérités ou des définitions ?
Le paradoxe de Richard apparaît dans un court article, Les Principes des mathématiques et le problème des ensembles, qui était initialement une lettre au directeur de la revue dans laquelle il a été publié en 1905. Ce paradoxe a joué un rôle important dans le développement des recherches sur les fondements des mathématiques. Il est souvent cité, en compagnie du paradoxe de Russell, dans les exposés introductifs à la théorie des ensembles.
Le paradoxe de Berry, avec lequel il est parfois confondu, repose sur un principe analogue.

## Œuvres
- Thèses présentées à la Faculté des sciences de Paris par M. Jules Richard, 1re thèse: Sur la surface des ondes de Fresnel..., Châteauroux 1901 (126 pages).
- Sur la philosophie des mathématiques, Gauthier-Villars, Paris 1903 (248 pages).
- Sur une manière d'exposer la géométrie projective, L'Enseignement mathématique (1905) 366-374.
- Les principes des mathématiques et le problème des ensembles, Revue générale des sciences pures et appliquées (1905) 541-543.
- The principles of mathematics and the problem of sets (1905), English translation in Jean van Heijenoort, "From Frege to Gödel - A Source Book in Mathematical Logic", 1879-1931. Harvard Univ. Press, 1967, p. 142-144.
- Lettre à Monsieur le rédacteur de la Revue Générale des Sciences, Acta Math. (1906) 295-296.
- Sur les principes de la mécanique, L'Enseignement mathématique (1906) 137-143.
- Considérations sur l'astronomie, sa place insuffisante dans les divers degrés de l'enseignement, L'Enseignement mathématique (1906) 208-216.
- Sur la logique et la notion de nombre entier, L'Enseignement mathématique (1907 ) 39-44.
- Sur un paradoxe de la théorie des ensembles et sur l'axiome Zermelo, L'Enseignement mathématique (1907) 94-98.
- Sur la nature des axiomes de la géométrie, L'Enseignement mathématique (1908 ) 60-65.
- Sur les translations, L'Enseignement mathématique (1909) 98-101.
- Contre la géométrie expérimentale Revue de l’enseignement des Sciences (1910) 150.